# Королевство Хорватия и Славония
Короле́вство Хорва́тия и Славо́ния (хорв. Kraljevina Hrvatska i Slavonija, серб. Краљевина Хрватска и Славонија, венг. Horvát-Szlavón Királyság нем. Königreich Kroatien und Slawonien) — соединённое королевство, входившее в состав Австро-Венгерской империи и принадлежавшее к её Транслейтанской части; состояло из Королевства Хорватия, Королевства Славония и лежащей между ними так называемой бывшей хорватско-славонской Военной границы. 
Соединённое королевство Славония-Хорватия граничило на севере и востоке с Венгрией, от которой отделялось реками Дравой и Дунаем, на юго-востоке и востоке — с Сербией и Османской империей (вилайет Босния), отделяясь от них рекой Савой, на юго-западе — с Австрийским Приморьем и Далмацией, где между ними имело выход к Адриатическому морю, на северо-западе — с Крайной и Штирией. В административном отношении Хорватия делилась на пять комитатов, а Славония — на три. Земли Военной границы имели своё деление вплоть до 1881 года.

## История
Задруги объединяли несколько десятков членов, а после 1848 года в большинстве задруг состояло не более десяти членов. Раздел задруг в XIX веке происходил через трудную судебную процедуру. Распад задруг продолжался до середины XX века. В 1848 году было объявлено о ликвидации феодальных отношений в Хорватии и Славонии. С 1858 года начали действовать урбариальные суды. Споры крестьян с землевладельцами доходили до острых конфликтов. Патент 1857 года предполагал создание фонда для выплаты возмещения землевладельцам, который формировался за счёт выкупного налога. В 1908 году прошёл последний судебный процесс крестьян с землевладельцами.
В 1850 году была открыта телеграфная линия Вена—Загреб. В 1851 году начала действовать регулярная почта. В 1852 году в Загребе было основано архиепископство, объединившее некоторые хорватские земли, а также католиков Боснии. Таким образом, церковь Хорватии стала независимой от Венгрии. В 1857 году в Триест и в 1862 году в Сисак были проведены первые железнодорожные линии.

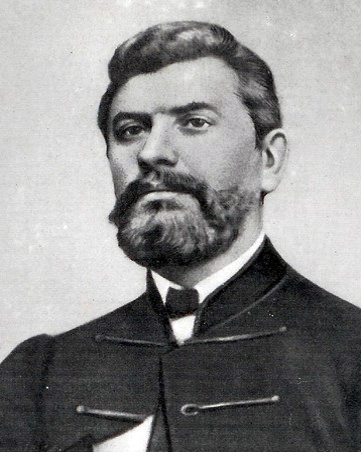
А. Старчевич

В 1850-х годах А. Старчевич сформулировал основные черты своей идеологии: хорваты — государствосозидающий народ, а сербы (от servus) — «нищее простонародье». А. Старчевич — сторонник независимости Хорватии. Он считал необходимым воссоединение хорватских земель, и с согласия населения — «северо-западного края» Хорватии (то есть Словении). К системе власти Габсбургов Старчевич испытывал ненависть и считал всё немецкое «варварским». Мусульмане Боснии для него были частью хорватского народа. В 1850 году император одобрил решение собора от 10 июня 1848 года, провозгласившего народный язык (lingua nationalis) в качестве официального в Хорватии, Славонии и Далмации. C 1855—1856 годов в хорватской печати стал чаще использоваться этноним «хорват». При этом сохранялся славонский патриотизм, являвшийся следствием длительной изоляции Славонии от Хорватии. Б. Шулек в 1852 году доказывал, что далматинцы, славонцы и дубровчане — хорваты. Грамматика А. Мажуранича называлась «Slovnica hervatska» (1859). А. Мажуранич считал, что сербский и хорватский — «тот же язык» «того же народа». С 1851 года обязательным языком в школах Хорватии стал немецкий. На нём преподавалась математика, физика, история и естествознание. С 1854 года в преподавании гимназий с четвёртого класса вводился немецкий язык. На хорватском языке стали учить только хорватскому языку и Закону Божьему. В 1860 году хорватский язык вернулся в гимназии.
В 1860 году раздробленность Венгрии была ликвидирована. Воеводина и Меджумурье вскоре вернулись в состав Венгрии. В Австро-Венгрии Хорватия должна была находиться под властью венгерского правительства. В 1868 году было заключено Венгеро-хорватское соглашение, по которому хорваты получили самые широкие права среди славянских народов Австро-Венгрии. Сабор имел право издавать законы в областях администрации, юстиции, церкви и просвещения. Законы исполняло правительство, которое возглавлялось баном (назначался королём). В 1866—1867 годах была открыта Югославянская академия наук и искусств. В 1869 году в Хорватии, Славонии и Хорвато-славонской Военной границе проживало 1,8 млн человек. При этом доля католиков в населении Хорватии и Славонии составляла 83 %, православных — более 15 % (на территории Военной границы — 49,3 %). В Далмации в том же году проживало 457 тысяч человек, из которых 82 % составляли католики и около 18 % — православные. В Истрии проживало 254,9 тысяч человек, из которых 30 % были итальянцами и 12 % — словенцами.
После поражения революции 1848 года Королевство Иллирия было упразднено и хорваты потеряли значительную часть своей автономии, невзирая на активное участие бана Иосипа Елачича в подавлении революции в Венгрии. Иллиризм был запрещён. Хорватская автономия в составе Венгрии была восстановлена в 1868 году; приморские области вошли в состав коронной земли Австрийское Приморье. Однако атрибуты автономии были достаточно скромными. Были сохранены территория, границы, на местном уровне законотворчество и управление внутренними делами. Исполнительной властью для Хорватии являлись венгерские министерства, полностью контролировавшие хорватскую экономику. Бан назначался императором по представлению главы венгерского правительства. Хорватский Сабор должен был практически без обсуждения принимать законопроекты венгерского парламента.

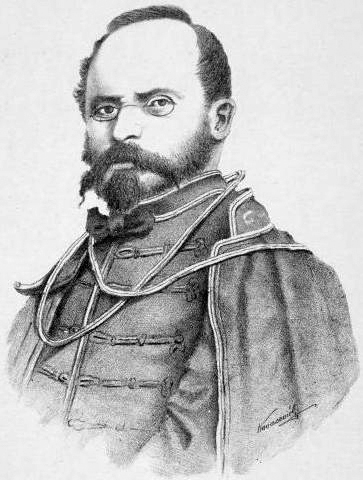
Э. Кватерник

8 октября 1871 года хорватский патриот Э. Кватерник попытался поднять восстание на западе Военной границы. Повстанцы провозгласили Национальное правительство, целью которого являлось освобождение Хорватии «от швабов и мадьяр». На третий день восстания Кватерник был убит. Правительство во главе с баном И. Мажураничем (1873—1880) провело либеральные реформы. В 1860—1870-х годах одной из основных идейных основ хорватского национального движения стал югославизм, крупнейшим идеологом которого выступил священник Ф. Рачкий.
В 1874 году «Матица иллирийская» получила название «Матица хорватская». Этноним «хорват» как национальное наименование стал быстро распространяться среди католиков со второй половины 1850-х годов. В 1850—1860-е годы происходила дифференциация жителей Далмации на сербов и хорватов. Далматинцы разделились на сторонников (аннексионистов) и противников (автономистов) объединения с Хорватией. В 1868—1869 годах предмет хорватского языка появился в гимназии Задара. В 1869 году на родную речь перешла гимназия Дубровника. В 1877 году сербский политик С. М. Любиша выступил против объединения Хорватии с Далмацией. Хорватская партия права требовала присоединения Боснии и Герцеговины к Хорватии.
В начале XX века сербы и хорваты имели различные точки зрения на дальнейшую судьбу Боснии и Герцеговины. При этом хорваты, выступая за присоединение австро-венгерской провинции к Хорватии, ссылались на принадлежность части боснийских земель до турецкого нашествия Хорватии. В 1902 году в Загребе произошли антисербские погромы, поводом для которых стала антихорватская статья в сербской газете «Србобран». С 1912 года официальным языком во внутренних делах Далмации стал хорватский (сербский). Итальянский язык использовался в вывесках в приморских городах и на двуязычных печатях. Во время Первой мировой войны (1914—1918) хорватские политики выступали за создание югославского государства. После немецкой оккупации Сербии в октябре 1915 года, хорватские политические деятели стали подчёркивать ведущую роль Хорватии в объединении югославян. В хорватском меморандуме в марте 1916 года сообщалось: «Столицей будущей Югославии должен стать Загреб, а не Белград».

## География

### Ландшафт
Хорватия и Славония в своей восточной части пересекаются лесистыми отрогами Штирийских и Краинских Альпов и плодородными долинами. Границу с Крайной образуют Усконские горы (1181 м), а со Штирией — Матцельские горы (683 м), которые продолжаются на Ю. В. в виде гор Иванчицы (1060 м) и Кальника (643 м); к Ю. от первых поднимаются отделённые от них Краиной Загребские горы (или Слема Верх, 1035 м), образующие с прежде названными горами прелестное Загорье, так назыв. Хорватскую «Швейцарию». К Ю. В. отсюда тянутся горы Било (Козевац 300 м), а дальше на Ю. Мославацкие горы (489 м); они образуют соединение с горами: Чёрный Верх (864 м), Папок (954 м), Крдня (789 м), Псунь (Брезово Поле, 984 м) и Дел (502 м). Совсем на Ю. В., близ Петро-Варадина на Дунае, высится знаменитая Фрушка-Гора с её 12 монастырями среди густых лесов и виноградников. Центральную часть страны образует плодородная равнина по р. Саве; она приподнимается в западном направлении к горам Великой Капеллы (Бела Ласица, 1532 м) и Малой Капеллы (1280 м); на границе с Боснией — горы Плешевица (1650 м); на Ю. З. — Kukgebirge, Средня-Гора. Вдоль Адриатического моря тянется Либурнский Карст (от Реки-Фиуме до Нового — Novi) и в виде Велебита (Плишевица 1650 м на С., Свето Брдо 1750 м на Ю.) продолжается в направлении к Ю. Восточная часть страны состоит отчасти из плодородных, покрытых виноградниками и плодовыми садами возвышенностей, отчасти — из хорошо обработанных равнин. Горы X. и Славонии богаты каменным углём, мрамором и минеральными источниками. В западной части покрытые густыми лесами места как бы чередуются с обнажёнными, лишёнными всякой растительности возвышенностями и щелеобразными глубокими долинами. В геологическом отношении господствующей каменной породой является известняк.

### Орошение
В гидрографическом отношении Хорватия и Славония принадлежат к системе Дуная, образующего границу страны с Венгрией, и его двух притоков — рр. Дравы и Савы, из которых, первая только правым берегом принадлежит Хорватии и имеет здесь лишь свои притоки Плитвицу, Бедню и Карасицу с Вучицей. Сава в большей степени может считаться хорватской рекой: от границ Штирии и Каринтии до устья р. Унны она принадлежит Хорватии обоими берегами, а от устья р. Унны до собственного устья — только левым. На всем этом протяжении река принимает в себя притоки — с левой стороны: Сотлину, Крапину, Лонию с притоками Часмой и Илоной, Орляву и Бич, а с правой — Кульпу с Кораной, Глиной и Купчиной, Сунию и Унну. Незначительная часть страны к З. от гор Капеллы принадлежит к бассейну Адриатического моря, но здесь протекают главным образом реки, зарождающиеся под землёй; к числу их принадлежат потоки Хорватского Карста, как, напр., Крбава, Лика, Юдач, Зрманья. В Славонии много стоячих вод; особенно замечательны болота Кологивара и Палачи около Осека.

### Климат
Климат страны , сравнительно с её положением, довольно мягкий, хотя и не везде одинаковый. В этом отношении всю страну можно разделить на три части:
1. Узкая полоса земли над морем с умеренной зимой, тёплой весной и сухим летом; максимум осадков падает на время от ноября до января, минимум на июль; здесь хорошо растут фиги, маслины, гранаты и даже померанцы и лимоны;
2. Равнины Славонии с жарким летом и довольно суровой зимой: максимум осадков приходится на апрель и ноябрь, минимум — на январь и сентябрь; эта часть страны отличается наибольшим плодородием: виноградники по склонам гор, поля кукурузы, и маслины в долинах, и ко всему этому — повсюду плодовые сады;
3. Западные высоты и Загорье отличаются сравнительно довольно суровым климатом: зима продолжительная и суровая, лето — короткое, жаркое и сухое; смена жары и холода на высотах Карста быстрая; погода в основном ветреная; особенно опасны холодный и сухой северо-восточный ветер — бора и влажный и жгучий юго-западный ветер зуго, как бы отклоняющийся сюда от сирокко.

Количество атмосферных осадков постепенно уменьшается в направлении к востоку: в окрестностях Реки (Fiume) и на возвышенностях Капеллы они достигают за 1 год 1500 мм, в Карловце уже только 1000 мм, в Загребе - 800 мм, в Осеке — 800 мм. 
Годовая изотерма +14° проходит через Реку, +13° через Карловец, +12° через Загреб, 11° через Осиек; январская изотерма +4° проходит вдоль Адриатического побережья, и оттуда температура быстро понижается в направлении внутрь страны, так что в Загребе и Осеке средняя январская достигает всего лишь −1 °C; изотерма июля +25° достигает моря (кроме Реки, где она лишь +23); внутренние части страны имеют температуру июля равномерную между +22° и 24°; исключение представляют только наиболее возвышенные местности.

## Население
Население Хорватии, Славонии и бывшей Военной Границы состоит преимущественно из хорватов и сербов. В 1869 г.  насчитывалось 1 838 198 жителей, в 1880 г. 1 892 499, а по переписи населения в 1890 г. — 2 200 977 (1 104 322 мужчины и 1 096 655 женщин), что, не считая 14 567 военных, даёт плотность 51-52 чел./км². Хорват и сербов 2 621 954 чел., в числе которых 1 638 000 католиков и 644 955 православных, то есть сербов; затем идут немцы в количестве 134 078 чел., рассеянные по всему пространству страны; мадьяры 105 948 чел., евреи — около 15 000 чел., словаки — около 12 000 чел., русины — около 3000 чел., румыны — около 2000 человек. По другим данным, при той же общей цифре, процентное отношение составных частей несколько меняется: хорват и сербов считается только 1 921 719 чел., немцев - 117 493 чел., мадьяр - 68 794 чел., 20 987 славонцев, 13 614 словаков, более 10 000 евреев, русин - 3606 чел., и румын около 2826 человек. Остальная часть населения состоит из кочевых народов и чужеземцев различных национальностей. В общем, западные (хорватские) комитаты в этнографическом отношении отличаются большим однообразием племенного состава, чем восточные (славонские), где область Дуная была во все времена историческим трактом, по которому проходили полчища турок, венгров, и немцев, и где в то же время сходятся этнографические границы племён славянского, мадьярского и румынского. Большее количество населения принадлежит к Римско-католической церкви — 1 553 075 чел.; затем идут православные — 566 983 чел., приверженцы Евангилея аугсбургского исповедания — 23 786 чел., иудейского исповедания — 17 261 чел. (по национальности они частично отнесены к другим народам), униаты — 12 367 чел., и реформаты — 12 365 чел.

## Экономика

### Сельское и лесное хозяйство;горное дело
Хорватия и Славония — по преимуществу страна сельского и лесного хозяйства: наибольшую часть всего их пространства занимают леса (36,8 %) и пахотные поля (30,88 %), затем пастбища (14,31 %) и луга (11,02 %): 1,6 % поверхности занято виноградниками и 1,25 % садами; неудобной земли только 4,64 %. Тем не менее земледелие здесь ещё далеко от той степени развития, какая возможна при местных условиях. Объясняется это отчасти беспечностью населения, отчасти малым распространением среди него соответствующих знаний; за последнее время стали обнаруживаться и в этой области значительные успехи, чему немало способствовало основанное ещё в 1841 г. «Хорватско-Славонское земледельческое товарищество», издающее два специальных органа: «Gospodarski List» и «Sevski gospodar». В общем около 80 % всего населения занимается земледелием. Сеют пшеницу, кукурузу, ячмень, жито, овёс, просо и гречиху. В Славонии отдают предпочтение пшенице, в Хорватии — кукурузе. Табак сеют главным образом в Славонии; самый лучший идёт из окрестностей Пожеса. В садах, имеющихся почти при каждой хате, растут больше всего сливы, из плодов которых выделывают знаменитую сливовицу (лучшей считается сремская); идут также даже в продажу сушёные сливы (чернослив). Из яблок пользуются известностью славонские, так назыв. серчики. Каштанов и орехов в изобилии. В Приморье хорошо родятся фиги, маслина и миндаль. Производство вина составляет одну из видных отраслей хозяйства; вино даже среди простого народа является обычным, ежедневным напитком. Виноградников больше всего в Среме; много также винограда родится в Приморье. В Западной Хорватии страшное опустошение виноградников произвела в недавнее время филлоксера. — Луга представляют особенность равнин северной части страны, пастбища — скалистых южных частей; леса составляют богатство края. В Славонии и на равнинах Восточной Хорватии растут прекрасные дубы и буки, а. на западе среди гор — преимущественно хвойные деревья. В Славонии некоторые леса могут быть даже названы девственными. Местные дубы дают прекрасный строевой лес, даже корабельный, не говоря уже о поделочном материале; в особенности много выделывается бочечных клёпок, которые вывозятся и за границу, главным образом во Францию. Масса желудей в этих лесах даёт возможность держать огромные стада свиней.

### Скотоводство
Скотоводство в Хорватии и Славонии стоит не на достаточно высокой степени развития; правительство, земледельческое общество, а отчасти и магнаты принимают различные меры к улучшению местных пород скота. Лошади здесь двух пород: в равнинах — более красивая венгерская лошадь, а в горах — поменьше ростом, но зато более выносливая боснийская (или босняцкая) лошадь; кроме лошадей, разводят и ослов. Крупный рогатый скот в горах X. мелкий и некрасивый; в Славонии разводятся преимущественно венгерская и подольская породы. Из мелкого скота держат овец (преимущественно мериносов), коз и много свиней. Домашней птицы разводится множество; индейки составляют даже предмет вывоза. Пчеловодство развито довольно хорошо. Шелководство стоит сравнительно невысоко: введённое при Марии-Терезе, оно после 1848 г. пришло в упадок и только с очень недавнего времени начало мало-помалу оправляться — охота для местного населения представляет только предмет развлечения; торговля дичью имеет мало значения. Рыболовство развито очень широко и притом одинаково как речное, так и морское. По берегу Адриатического моря население живёт даже по преимуществу рыбной ловлей; огромные массы сардели, макрели и тунцов составляют важный предмет торговли. В болотах Славонии ловятся пиявки, которые высылаются и за пределы страны. — Минеральные богатства страны разрабатываются мало, но в последнее время на них обращено уже внимание. Добываются главным образом руды железная, медная, оловянная, серебро, сера, каменный уголь чёрный и бурый и, наконец, нефть. В Славонии около Нашиц и Нова-Градишки открыты следы золота, но до сих пор его не добывают; селяне достают немного золотоносного песка в р. Драве.

### Промышленность и торговля
Промышленность и торговля стоят в Хорватии и Славонии довольно низко, несмотря на благоприятные для их развития условия. Причиной тому служило прежде отчасти тревожное состояние страны ввиду турецких войн, отчасти нерасположение к занятиям этого рода (в особенности к торговле) хорватского дворянства, которое считало их неприличными для своего достоинства. В наше время главным препятствием служили и служат железнодорожные тарифы, составленные в интересах венгерской промышленности. Принимаются меры к поднятию и развитию местной промышленности и торговли посредством учреждения кредитных и акционерных обществ, но тут являются новые тормозящие дело обстоятельства — отсутствие собственно рабочего класса и недостаток путей сообщения.

#### Промышленность
В настоящее время наиболее развиты производства шёлковое и стеклянное, выгонка спирта (в 1889 г. 1 972 964 гектолитро-градусов), в приморских частях — постройка судов. Судостроительные верфи в Приморье главным образом в Реке, Бакре, Кралевице и Сенье, машиностроительные заводы — в Реке и Осеке, стеклянный, ливерный и химический заводы, фабрики спичечная, табачная и писчебумажная. Все принадлежности наряда в основном вырабатываются самим населением из льна и конопли, причём части женского наряда нередко украшаются вышивками и плетениями довольно оригинального характера (см. Fr. Lay, «Südslavische Ornamentik»).

#### Торговля
Торговля находится в довольно жалком состоянии и притом сосредоточена преимущественно в руках немцев, евреев и итальянцев. Главными предметами вывоза из Хорватии и Славонии служат естественные продукты страны: строевой и поделочный лес и дрова, виноград, пшеница, чернослив (сушёные сливы), водка из слив (см. Сливовица), рогатый скот, шкуры, воск, мёд и т. д.; из Южной Хорватии, кроме того, — маслины. Главными пунктами отпуска внешней торговли служат портовые города Риека (Фиуме), Сень  (Senj, Zengy) и Кральевица (Порто Ре), затем Осек, Сисек, Зелелин, Карлштадт и Загреб. Из Реки (Фиуме), которая, как портовый город, причисляется к Венгрии, мадьяры посредством обложения высокими налогами портовых построек стараются сделать как бы свой мадьярский порт, способный с успехом конкурировать с Триестом; но это им до сих пор удаётся не вполне. 9 банков и других кредитных учреждений, 42 сберегательных кассы, 7 товариществ, 1 страховое общество и 18 промышленно-акционерных обществ.

### Пути сообщения
Главными путями сообщения служат прежде всего реки Драва и Сава и отчасти Дунай, на которых поддерживается оживлённое пароходное движение. Затем идут железнодорожные пути, общим протяжением до 1100 км. Несмотря на кажущееся обилие железнодорожных путей, они не благоприятствуют развитию местных промышленности и торговли, так как торговля направляется ими непосредственно к Адриатическому морю и в Боснию.

## Образование
Дело народного образования в Хорватии и Славонии с каждым годом делает большие успехи как в отношении количества учебных заведений, так и в отношении числа посещающих школу детей. Одних народных училищ насчитывается более 1300. Классических гимназий (в Хорватии и Славонии вместе с Рекой-Фиуме) 9, реальных прогимназий 2, реальных училищ 6. Университет Франца-Иосифа в Загребе (открытый в 1874 г.) с тремя факультетами: богословским, юридическим и философским; для открытия медицинского факультета имеются уже значительные материальные средства, образовавшиеся из щедрых пожертвований, но правительство этому не благоприятствует. Две католических и одна православная духовные семинарии. Училище сельского и лесного хозяйства вместе с низшим земледельческим училищем, два мореходные училища, три торговые школы, школа акушерок, 3 мужские и 2 женские учительские семинарии, музыкальное училище в Загребе. Из учёных и научных учреждений и обществ хорваты имеют Югославянскую академию наук (основанную в 1867 г.), затем Матицу хорватскую, прежде носившую название Иллирийской (см. Матица, Иллиризм), которая насчитывает теперь около 10 000 членов и имеет целью издание популярных книжек для народа, — и общество св. Иеронима, также издающее книжки для народа. Есть ещё педагогическое общество, издающее школьные книги, и два общества духовной молодёжи при духовных семинариях, издающие книжки для юношества. В Загребе два музея: археологический и естественно-исторический, при котором недавно открыт ботанический сад. Преподавательским языком везде считается хорватский или сербохорватский язык. Много молодых хорват обучается и за пределами родины — в Пеште, Вене, Граце и Праге. У католиков архиепископ и 2 епископа, у православных — патриарх и два епископа. Центром духовной жизни X. и Славонии во всех её проявлениях служит гл. г. королевства Загреб.

## Управление
Политическое устройство регулируется особым соглашением с Венгрией 1868 г., подвергшимся некоторым изменениям в 1873 г. Хорватия, Славония и Далмация, как «Триединое королевство», признаются землями венгерской короны с сохранением самоуправления в делах административных, школьных, судебных и церковных. Законодательный орган — Хорватский Сабор (хорв. Hrvatski sabor) состоял из католического архиепископа Загребского и православного митрополита Карловецкого и 6 епископов православных и католических, соборного пресвитера Загребского, наместника Туропольского округа, из пользующихся правами индигената в стране (18) магнатов (князей, графов и баронов), 8 великих жупанов и 9 избираемых на 3 года депутатов от городов и 81 представителя от меньших городов, местечек и сельских округов. Исполнительный орган — Земельное Правительство Хорватии, Далмации и Славонии (хорв. Zemaljska vlada Hrvatske, Slavonije i Dalmacije, венг. országos kormány), во главе которого стоял утверждаемый королём по представлению венгерского министра-президента бан (Ban), в ведении которого находятся три секции (внутренних дел и областного бюджета, вероисповеданий и народного образования, юстиции). Высшим судебным органом являлся королевский трибунал (Kraljevski sudbeni stol), судом первой инстанции — королевские жупанские трибуналы (Kraljevski županijski sudbeni stol), Официальным языком считается хорватский. В административном отношении вся страна разделяется на 8 комитатов, или жупанств. Хорватский сабор посылает 40 депутатов в нижнюю палату и 3 в верхнюю палату венгерского сейма. В верхней палате заседают также хорватско-славонские магнаты. В венгерской делегации хорватские депутаты участвуют в числе 12 (11 из нижней и 1 из верхней палаты).
В действительности автономия была довольно скромной. Исполнительной властью для Королевства являлись венгерские министерства, полностью контролировавшие хорватскую экономику. Предусмотренные соглашением хорватско-славонские отделы в совместных министерствах вскоре прекратили своё существование. Бан назначался по представлению венгерского премьер-министра. Он мог обращаться к императору, но только при посредничестве венгерского министерства по хорватским делам. Депутатов от Хорватии и Славонии в имперский парламент выбирал не хорватский Сабор, а парламент в Будапеште.